# Johann von Efferen
Johann von Efferen († 24. November 1606) war der erstgeborene Sohn von Hieronymus von Efferen und Anna von Nesselrode. Er hatte vier Geschwister: Andreas (der 1574 in der Schlacht auf der Mooker Heide starb), Wilhelm (ein Deutschordensritter der in Livland lebte) und zwei weitere Brüder (sie waren Kartäuser im Kloster Vogelsang in Jülich). Johann war seit 1559 Herr der Herrlichkeit Stolberg und Burg Stolberg.
Johann, der Erstgeborene, bat 1559 erstmals den Herzog von Jülich (Wilhelm der Reiche), ihn mit Stolberg zu belehnen. Wilhelm reagierte nicht, auch nicht später auf erneute Bitten. Es kann vermutet werden, dass seine Passivität die Folge noch laufender Rechtsstreitigkeiten zwischen Stolberg und der Reichsabtei Kornelimünster war. Außerdem war der Herzog bemüht, die finanziell wichtigen Schürfrechte aus dem Lehensvertrag auszuklammern. Johann widersetzte sich hier, weil er große Nachteile befürchtete. Erst als das Reichskammergericht ein Urteil gefällt hatte, belehnte Wilhelm der Reiche am 28. Januar 1573 Johann und seinen Bruder Wilhelm von Efferen mit den Besitztümern in Stolberg. Die Schürfrechte blieben im Lehensvertrag enthalten. Während dieser Übergangszeit übernahm Johann die Aufgabe kommissarisch.
Wilhelm lebte weiter in Livland und überließ, wie eine dreizehn Jahre später erstellte Urkunde belegt, die Herrschaft Stolberg Johann.
Die gesamte Amtszeit Johann von Efferens war von Streitigkeiten mit der Abtei Kornelimünster geprägt. Hierzu gehörten die Besitzverhältnisse in den Stolberger Kohleabbaugebieten im Schnorrenfeld (an der Einmündung des Vichtbachs in die Inde). Johann versuchte, die Bedeutung Stolbergs durch den Zuzug von Kupfermeistern zu steigern. So gelang es ihm im Jahre 1571, Leonhard Schleicher dazu zu bewegen, einen Kupferhof direkt neben der Burg (heute ist dort die Adler-Apotheke) zu errichten. Zahlreiche weitere folgten Ende des 16. Jahrhunderts.
1572 kam es zu einem Bruch Stolbergs mit der Mutterkirche in Eschweiler, als Johann dem angereisten Priester verbot, die Burgkapelle zu betreten. Außerdem wurden Geldzahlungen eingestellt. Versuche, katholische Gottesdienste in der Kapelle zu feiern, wurden teilweise sogar mit Gewalt abgewehrt. Im Jahre 1590 holte der Burgherr einen lutherischen Priester nach Stolberg und bot den Stolberger Bürgern die Möglichkeit, den lutherischen Glauben in seiner zuvor von Katholiken genutzten Kapelle zu praktizieren. Johann selbst wechselte jedoch nicht die Konfession. Es kann vermutet werden, dass er es den Kupfermeistern leichter machen wollte, vom benachbarten Aachen nach Stolberg umzusiedeln, da in Stolberg, anders als in der nahen Stadt, kein religiöser Zwang auf sie ausgeübt wurde. Bis zum Jahr 1600 wuchs die Zahl der Kupferhöfe auf zwölf.
Johann war mit Agnes von Virmund zu Neersen verheiratet. Er starb am 24. November 1606 und hinterließ zwei Töchter: Catharina, die mit Conrad Raitz von Frentz verheiratet war, und Sibille von Efferen, die mit Heinrich von Streithagen zu Welten verheiratet war.
Die Herrlichkeit Stolberg und die Burg blieben ein Lehen von Wilhelm von Efferen, da Johanns Frau Agnes bereits sechs Jahre zuvor gestorben war.